# Kushinadahime
Para el asteroide, véase "(10613) Kushinadahime"

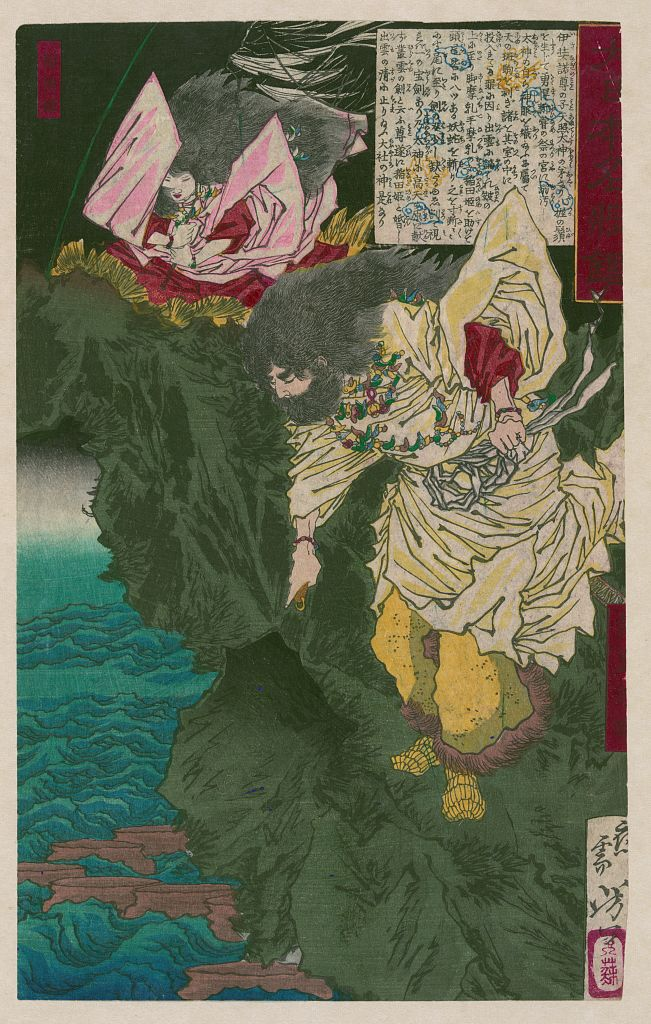
Kushinadahime y Susanoo representados en un grabado de Yoshitoshi.

Kushinadahime (クシナダヒメ), también conocida como Kushiinadahime (クシイナダヒメ) o Inadahime, entre otros nombres, es una diosa (kami) en la mitología japonesa. Es una de las esposas del dios Susanoo, quien la rescató del monstruo Yamata-no-Orochi.

## Nombre
La diosa es nombrada como 'Kushinadahime' (櫛名田比売) en el Kojiki, mientras que el Nihon Shoki la nombra de varias maneras como 'Kushiinadahime' (奇稲田姫), 'Inadahime' (稲田姫), and 'Makamifuru-Kushiinadahime' (真髪触奇稲田媛).
'Inadahime' puede ser traducido como "dama / princesa (hime) de Inada", con la expresión "Inada" (稲田) tomada como referencias del nombre den punto de la provincia de Izumo (parte de lo que actualmente es el pueblo de Okuizumo -anteriormente Yokota- en el distrito de Nita, en la prefectura de Shimane), o como "dama / princesa de los cultivos de arroz" (inada traducido literalmente significa "campos o cultivos de arroz" o "arrozal"). Mientras tanto, el prefijo kushi (en japonés antiguo: kusi) es usualmente interpretado como un adjetico que significa "maravillosa"; es homófono con la palabra para "peine" (櫛), que aparece en su historia tanto en el Kojiki como en el Shoki. El epíteto makamifuru (literalmente, "tocar el cabello verdadero"), que se encuentra en un relato variante citado en el Shoki, se entiende como un epíteto común o makurakotoba asociado con la palabra "peine".
De igual manera, el fudoki de la provincia de Izumo le da a la diosa el nombre de 久志伊奈太美等与麻奴良比売命, comúnmente leído como 'Kushiinada-Mitoyomanurahime-no-Mikoto'. Una teoría interpreta interpreta al nombre con un significado aproximado a "princesa de los maravillosos arrozales (kushi-inada) empapados (manura) [y] rebozantes de agua (mitoyo, en este caso entendido como un epíteto que significa «abundancia de agua»)".
- Datos: Q505469
- Multimedia: Kushinadahime / Q505469